# Saint-Ubalde
Saint-Ubalde est une municipalité dans la municipalité régionale de comté de Portneuf au Québec (Canada), située dans la région administrative de la Capitale-Nationale.

## Toponymie
Elle est nommée en l'honneur d'Ubaldo Baldassini, évêque de Gubbio au XIIe siècle et canonisé.

## Histoire
Le territoire de Saint-Ubalde a été détaché de celui de Saint-Casimir. La paroisse a été fondée en 1860, la municipalité en 1873. La municipalité de village (noyau central) s'est détachée de celle de paroisse en 1920, les deux sont fusionnées à nouveau en 1973.

### Héraldique
| Dieu et mon domaine |
| ------------------- |

| L'écu de Saint-Ubalde se blasonne ainsi : De gueules au chevron d'or accompagné en chef d'une gerbe de blé d'or à dextre ,de trois fleurs de pomme de terre à senestre et d'une crosse épiscopale en pointe, tous du même. Attention : Ce blasonnement n'est pas officiel, il a été établi à partir d'une représentation graphique. |

## Géographie
La municipalité de Saint-Ubalde se situe dans la partie ouest de la MRC de Portneuf, à 18 km au nord-ouest de Saint-Casimir, voisine du côté est, de Saint-Alban.
De nombreux cours d'eau et de lacs (Blanc, Sainte-Anne, Ricard, à Thom) sillonnent et émaillent l'étendue du territoire. La section habitée se situe dans le sud-est.
Localité agricole fondée par des gens de Neuville en 1860 et axée sur la villégiature (canotage, ski nautique, pêche à la truite).
Saint-Ubalde est renommée pour la culture de la pomme de terre, activité qui donne lieu, à partir de 1974, à un festival qui la consacre Royaume de la patate.

### Hydrographie
La rivière Charest coule du nord-ouest de la municipalité vers le sud-ouest.
À partir du lac Blanc, dans le nord, la rivière Blanche traverse la municipalité vers le sud-est.

## Démographie
| 1991  | 1996  | 2001  | 2006  | 2011  | 2016  | 2021  |
| ----- | ----- | ----- | ----- | ----- | ----- | ----- |
| 1 610 | 1 540 | 1 460 | 1 458 | 1 403 | 1 412 | 1 456 |

## Administration
Les élections municipales se font en bloc pour le maire et les six conseillers.
| Saint-Ubalde Maires depuis 2005                                                                                      |                      |         |          |
| Élection | Maire                | Qualité | Résultat |
| 2005 | Jean-Paul Darveau    |         | Voir     |
| 2009 | Pierre Saint-Germain |         | Voir     |
| 2013 | Pierre Saint-Germain | Voir    |          |
| 2017 | Guy Germain          |         | Voir     |
| 2021 | Guy Germain          | Voir    |          |
| Élection partielle en italique Depuis 2005, les élections sont simultanées dans toutes les municipalités québécoises |                      |         |          |

## Économie
Cette localité agricole est renommée pour la culture de la pomme de terre. Elle est également reconnue comme centre de villégiature grâce à ses nombreux lacs et vallons.

## Photographies

Rue Saint-Paul
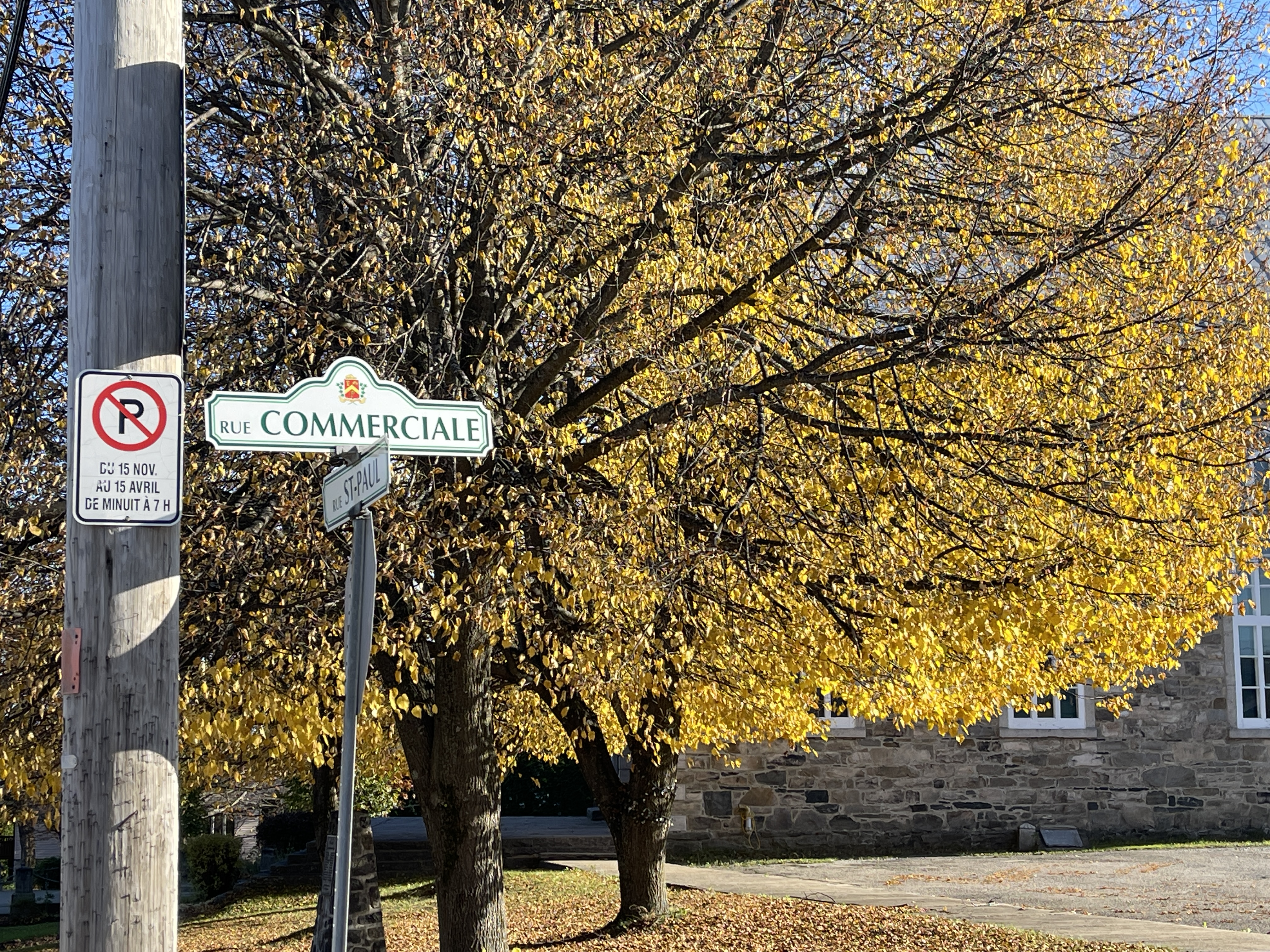
Panneau indicateur, rues Saint-Paul et Commerciale.
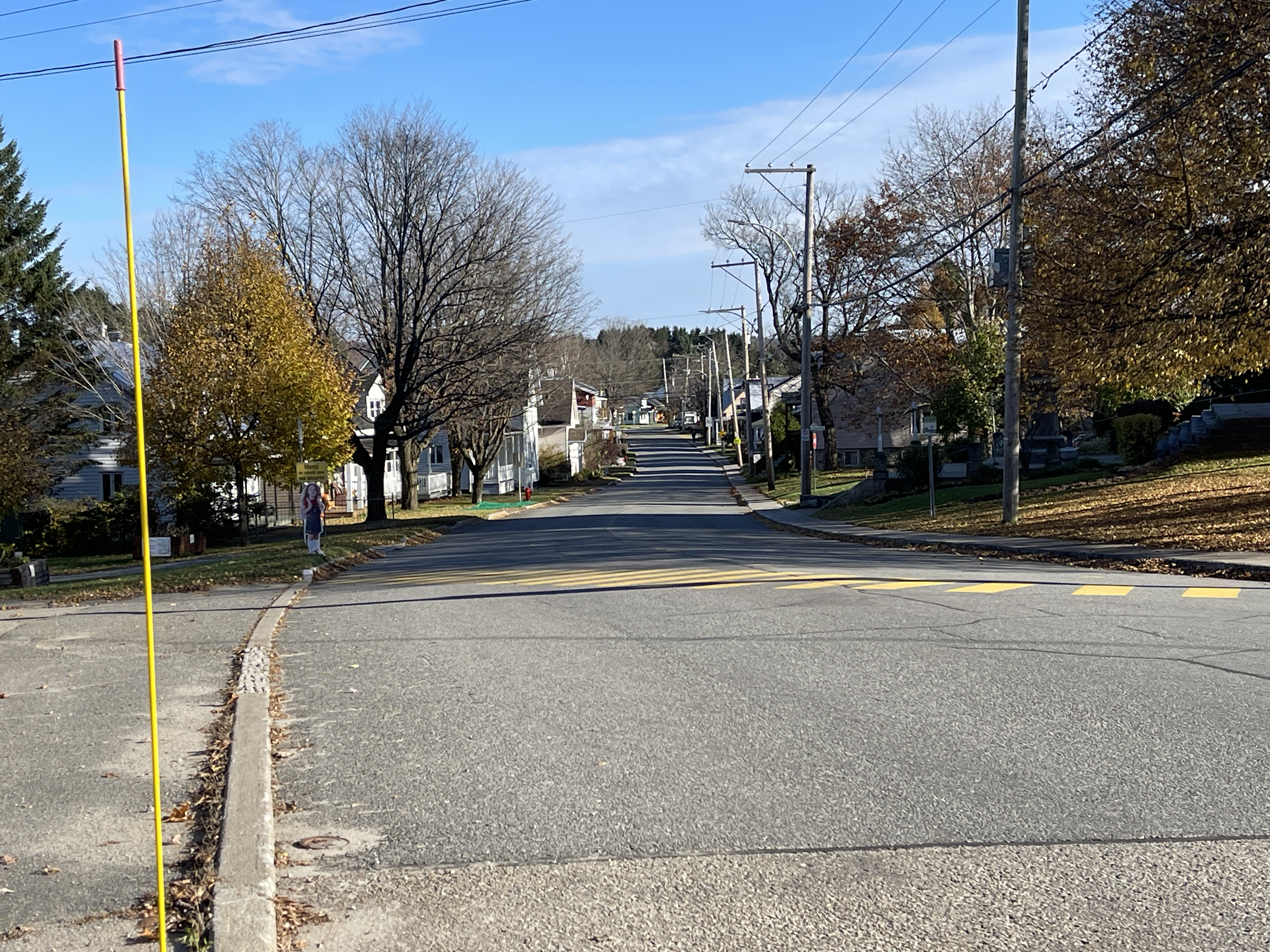
Cœur de la municipalité.
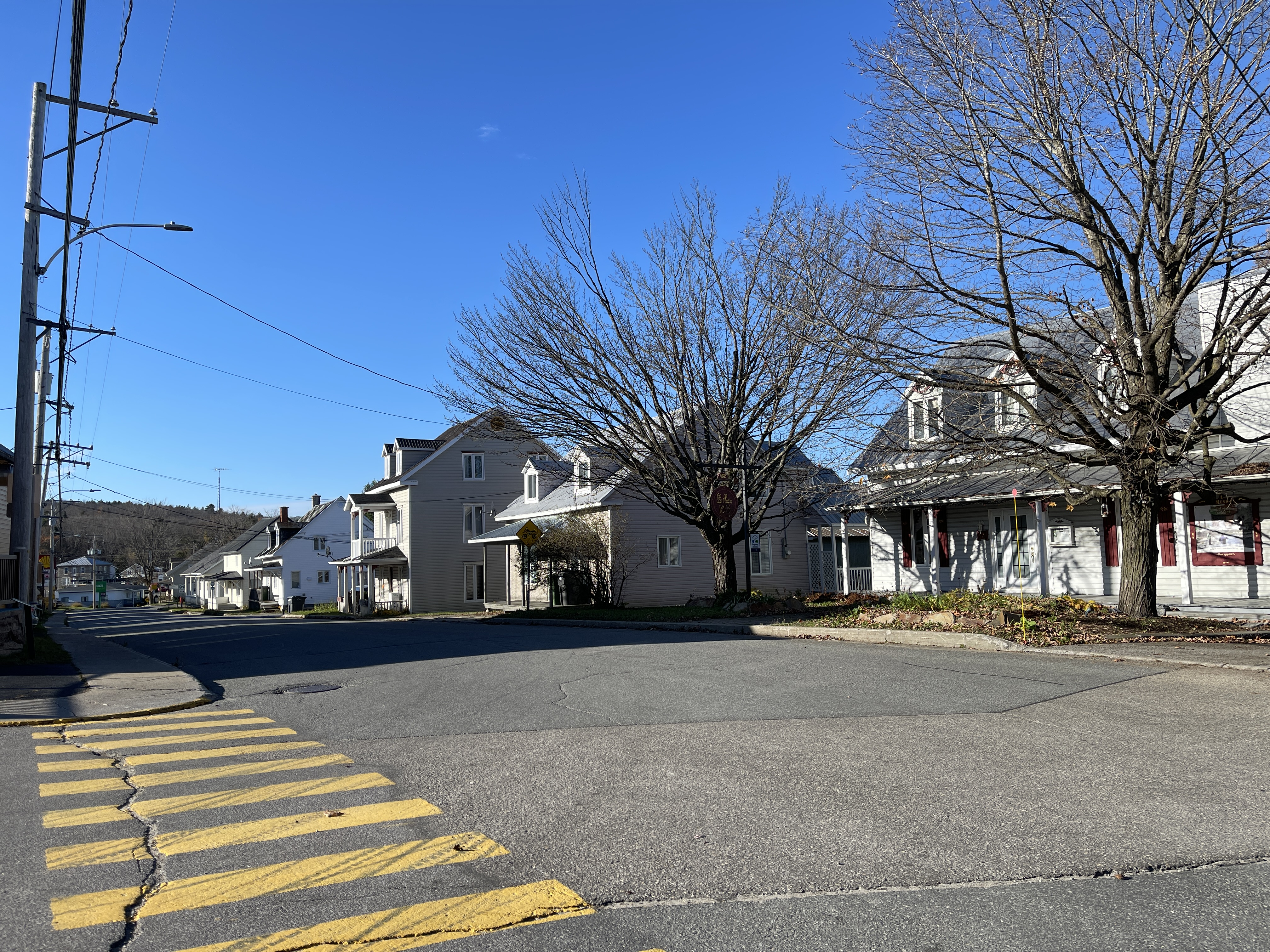
Rue typique d’un village du Québec.

Cours d'eau à Saint-Ubalde
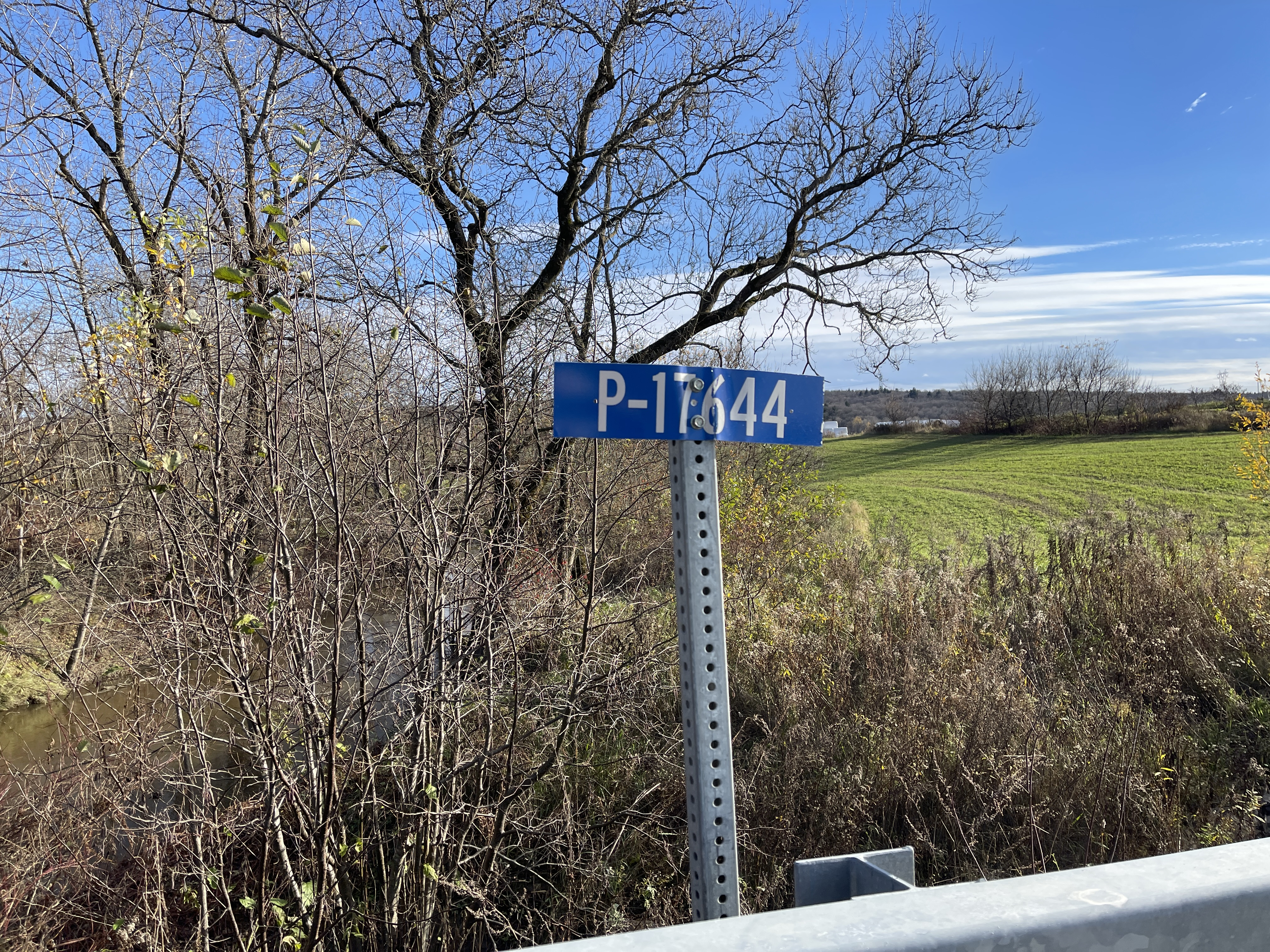
La Blanche, panneau du pont P-17644[5], portique en béton armé, rang Saint-Georges.
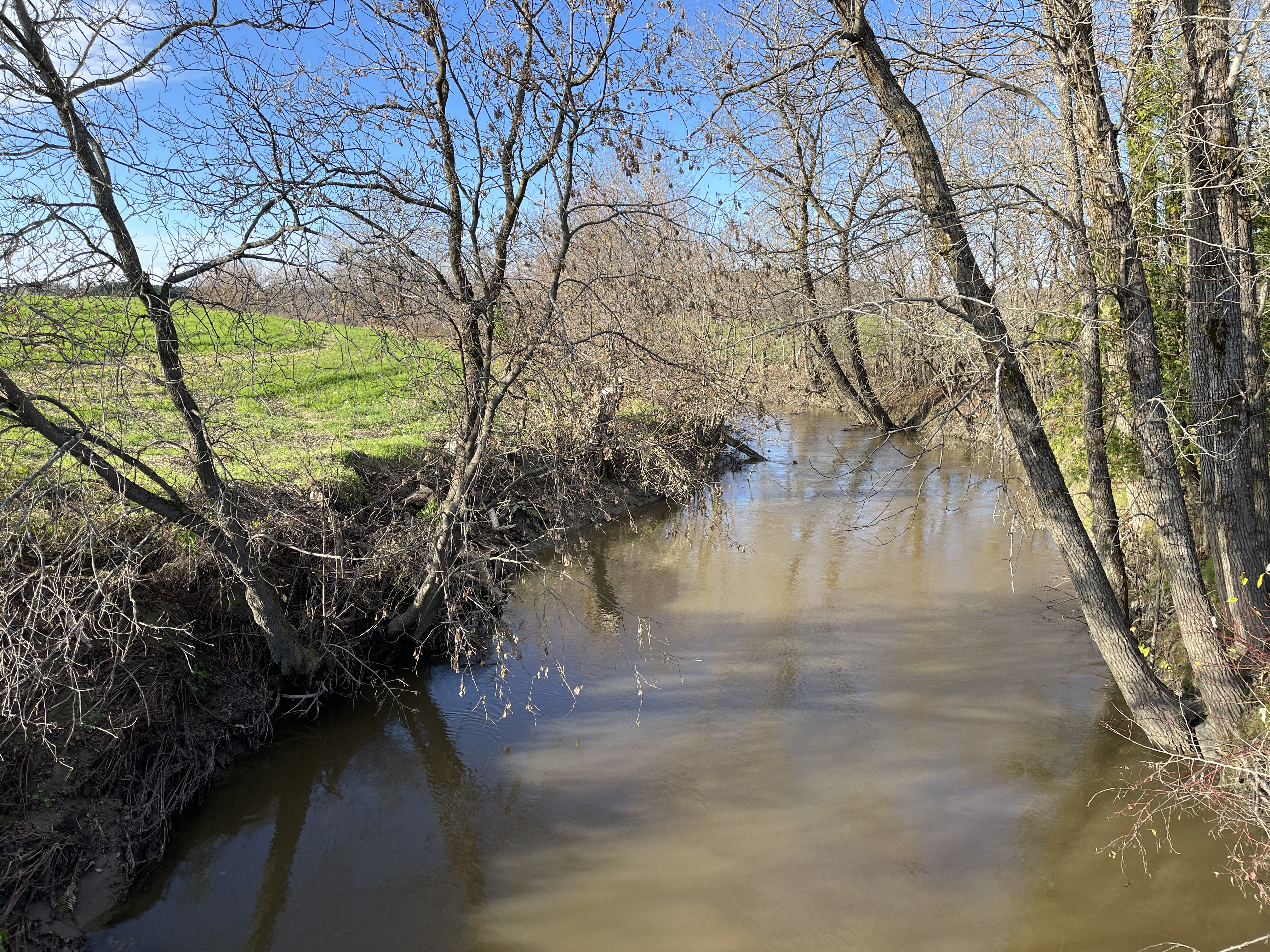
Rivière Blanche  (Saint-Casimir) du P-17644, Rang Saint-Georges.
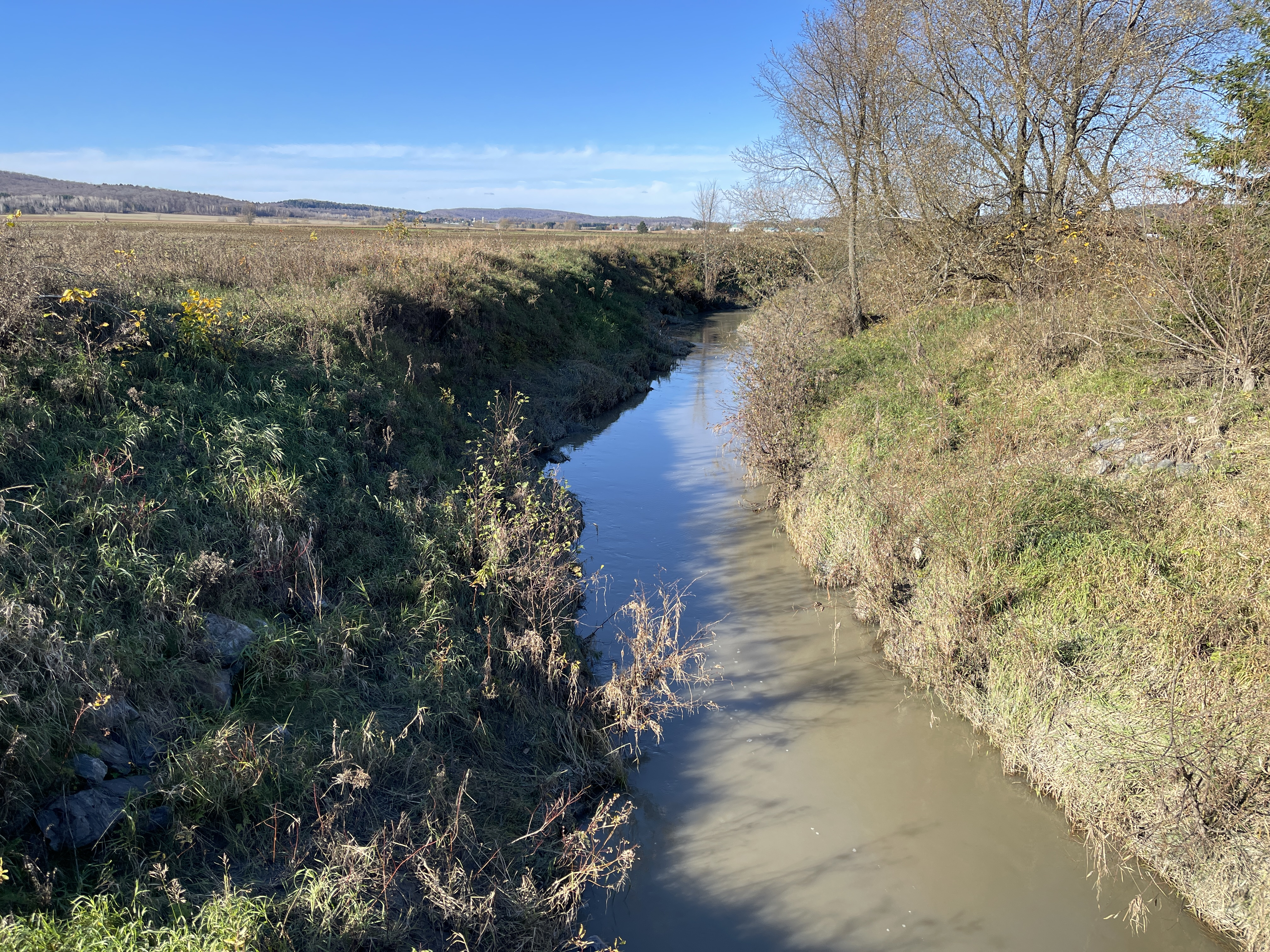
Rivière Charest, du pont acier et bois P-18620[5] , route Bureau.
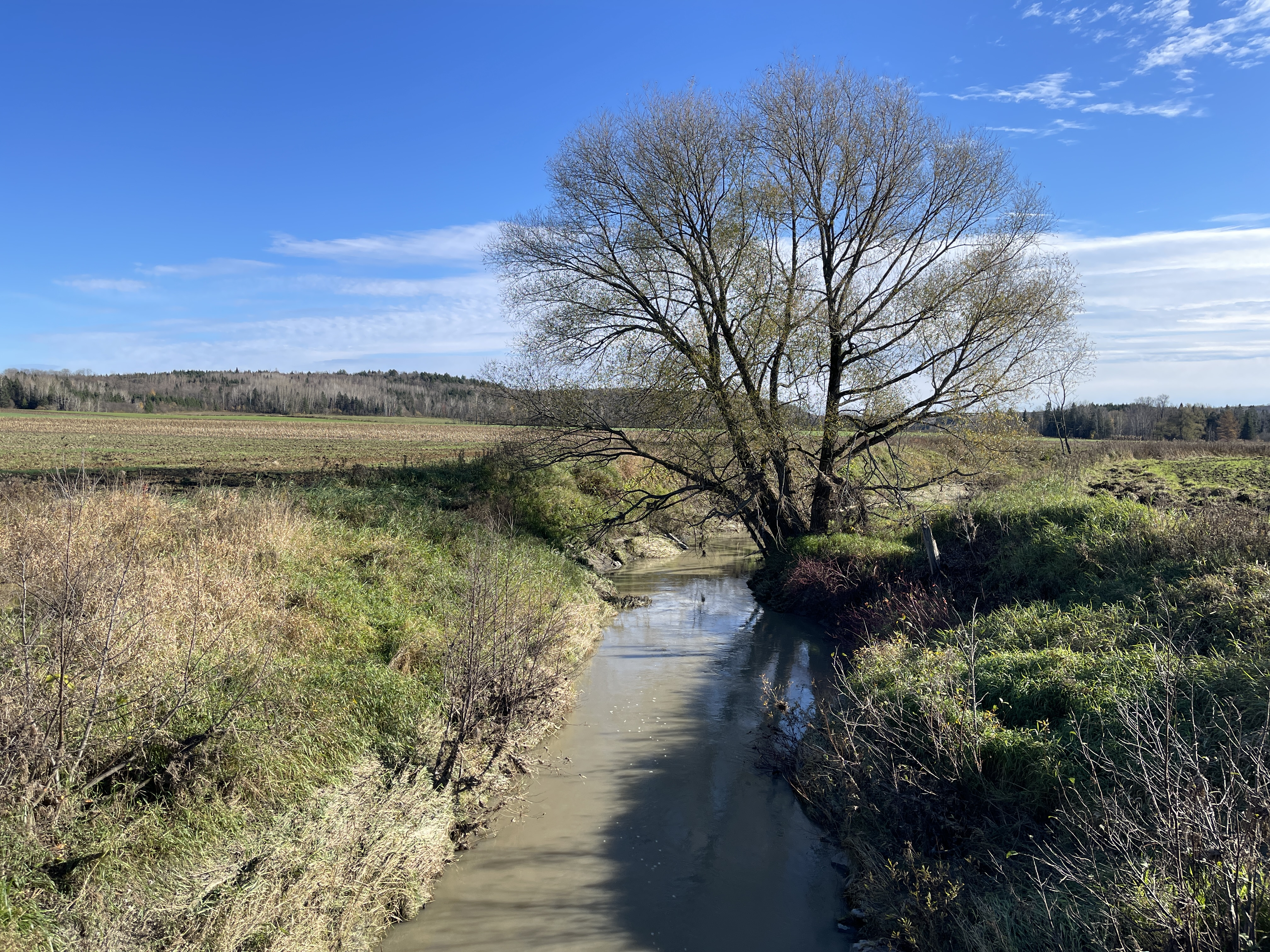
Rivière Charest, du pont acier et bois P-18620, route Bureau.